# Organización territorial de Gales
Siguiendo fines del gobierno local, Gales se divide en 22 áreas de autoridades unitarias, que se encargan de la provisión de todos los servicios del gobierno local, incluyendo educación, trabajo social, medio ambiente y servicios en carretera. Después de estas, en algunas zonas hay concejos de la comunidad, que cubren áreas específicas dentro de un área de concejo. A las áreas de autoridad unitaria se las alude en la legislación del gobierno local como las áreas principales de Gales, pero casi nunca por la designación en Gales. Están diversamente diseñadas: nueve áreas están dispuestas como condados, tres como ciudades (dos de las cuales como Ciudad y Condado) y diez como municipios condales, aunque todas las autoridades tienen los mismos poderes. A todas las 22 autoridades se les llama normalmente como condados en los medios de comunicación galeses, incluyendo la BBC Wales. Entraron en vigor el 1 de abril de 1996 en virtud de la Ley de Gobierno Local (Gales) de 1994 (1994 c. 19).

## Ciudades
Hay cinco ciudades en total en Wales: además de las tres autoridades unitarias con estatus de ciudad, las comunidades de Bangor y St David's también tienen el estatus. El estatus de ciudad está determinado por Patente real.
- Bangor
- Cardiff
- Newport
- St David's
- Swansea

(St Asaph, como sede de obispado, fue aludida históricamente como ciudad y descrita como tal en la Enciclopedia Británica de 1911. Sin embargo, el estatus nunca fue reconocido oficialmente. Cuando le fue devuelto el estatus de ciudad a St David's en 1994, el concejo de la comunidad de St Asaph presentó una petición con el mismo propósito. La petición fue rechazada puesto que, al contrario que St David's, no había pruebas de ningún fuero ni patente real en el pasado que confiriera dicho estatus. Las peticiones para el estatus de ciudad en competiciones en 2000 y 2002 fallaron).

## Autoridades unitarias de Gales
Las áreas de autoridades unitarias están dispuestas como condados, excepto la Ciudad de Newport, las Ciudades y Condados de Cardiff y Swansea (marcadas con *) y los municipios condales (marcados con †). Las formas galesas se dan en paréntesis, excepto donde no hay un equivalente en inglés (o español).
|  | 1. Merthyr Tydfil (Merthyr Tudful) † 2. Caerphilly (Caerffili) † 3. Blaenau Gwent † 4. Torfaen † 5. Monmouthshire (Sir Fynwy) 6. Newport (Casnewydd) * 7. Cardiff (Caerdydd) * 8. Vale of Glamorgan (Bro Morgannwg) † 9. Bridgend (Pen-y-bont ar Ogwr) † 10. Rhondda Cynon Taf † 11. Neath Port Talbot (Castell-nedd Port Talbot) † 12. Swansea (Abertawe) * 13. Carmarthenshire (Sir Gaerfyrddin) 14. Ceredigion 15. Powys 16. Wrexham (Wrecsam) † 17. Flintshire (Sir y Fflint) 18. Denbighshire (Sir Ddinbych) 19. Conwy † 20. Gwynedd 21. Isla de Anglesey (Ynys Môn) 22. Pembrokeshire (Sir Benfro) |

## Cambio de nombres
Los nombres actuales de ciertas áreas de autoridades unitarias son diferentes de los especificados en la Ley de Gobierno Local (Gales) de 1994. Los siguientes cambios se efectuaron desde el 2 de abril de 1996:
- Conwy en vez de Aberconwy and Colwyn
- Isla de Anglesey en vez de Anglesey
- Gwynedd en vez de Caernarfonshire and Merionethshire
- Ceredigion en vez de Cardiganshire
- Neath Port Talbot en vez de Neath and Port Talbot

## Comunidades
El nivel más bajo de subdivisión después de las áreas de autoridad unitaria en Gales son las Comunidades. Cada área se subdivide en comunidades. Pueden haber elegido concejos de la comunidad (CCs) que llevan a cabo ciertas funciones como proveer instalaciones locales y representar a sus comunidades en cuerpos de gobierno local superiores. Los concejos de la comunidad son los equivalentes de los condados parroquiales ingleses. Un concejo de la comunidad puede designarse a sí mismo como "Concejo del Pueblo" si lo desea. Dos comunidades galesas (Bangor y St David's) tienen el estatus de ciudad y por ello se las llama "Concejos de la Ciudad". Las comunidades que son demasiado pequeñas como para tener un concejo pueden tener una reunión de la comunidad en su lugar; un ejemplo de democracia directa.

## Servicios de policía y bomberos

### Fuerzas policiales
Hay cuatro fuerzas de policía en el Reino Unido en Gales. Son:
|  | 1. Policía del Norte de Gales (Heddlu Gogledd Cymru) 2. Policía de Dyfed-Powys (Heddlu Dyfed-Powys) 3. Policía del Sur de Gales (Heddlu De Cymru) 4. Policía de Gwent (Heddlu Gwent) |

### Servicios de bomberos y rescate
Hay tres servicios de bomberos y rescate en Gales. Los actuales servicios de bomberos de Gales datan de 1996. Cada uno cubre cierto número de áreas de autoridades unitarias. Son:
|  | 1. Servicio de Bomberos y Rescate del Norte de Gales (Gwasanaeth Tân ac Achub Gogledd Cymru) 2. Servicio de Bomberos y Rescate del Centro y Oeste de Gales (Gwasanaeth Tân ac Achub Canolbarth a Gorllewin Cymru) 3. Servicio de Bomberos y Rescate del Sur de Gales (Gwasanaeth Tân ac Achub De Cymru) |